# Bangalore Urban
Bengaluru Urban là một huyện thuộc bang Karnataka. Huyện này tiếp giáp với các huyện Bengaluru Rural ở phía Đông và phía Bắc, Ramanagara phía Tây và huyện Krishnagiri của bang Tamil Nadu ở phía Nam. Huyện Bengaluru Urban được thành lập năm 1986, khi huyện Bengaluru được chia thành 2 huyện Bengaluru Urban và Bangalore Rural.
Huyện Bengaluru Urban gồm 4 đơn vị hành chính dưới huyện (taluks): Bengaluru North, Bengaluru East, Bengaluru South và Anekal. Thành phố Bengaluru nằm trên địa bàn của huyện Bengaluru Urban.

## Địa lý

### Khí hậu
The climate here is moderate.
In summer it receives a good amount of sunlight.
In winter it is not very cold.
The lowest average temperature here is about 16–18 °C (61–64 °F).
| Dữ liệu khí hậu của Bangalore      | Dữ liệu khí hậu của Bangalore | Dữ liệu khí hậu của Bangalore | Dữ liệu khí hậu của Bangalore | Dữ liệu khí hậu của Bangalore | Dữ liệu khí hậu của Bangalore | Dữ liệu khí hậu của Bangalore | Dữ liệu khí hậu của Bangalore | Dữ liệu khí hậu của Bangalore | Dữ liệu khí hậu của Bangalore | Dữ liệu khí hậu của Bangalore | Dữ liệu khí hậu của Bangalore | Dữ liệu khí hậu của Bangalore | Dữ liệu khí hậu của Bangalore |
| Tháng                              | 1                             | 2                             | 3                             | 4                             | 5                             | 6                             | 7                             | 8                             | 9                             | 10                            | 11                            | 12                            | Năm                           |
| ---------------------------------- | ----------------------------- | ----------------------------- | ----------------------------- | ----------------------------- | ----------------------------- | ----------------------------- | ----------------------------- | ----------------------------- | ----------------------------- | ----------------------------- | ----------------------------- | ----------------------------- | ----------------------------- |
| Trung bình ngày tối đa °C (°F)     | 27 (81)                       | 29.6 (85.3)                   | 32.4 (90.3)                   | 33.6 (92.5)                   | 32.7 (90.9)                   | 29.2 (84.6)                   | 27.5 (81.5)                   | 27.4 (81.3)                   | 28 (82)                       | 27.7 (81.9)                   | 26.6 (79.9)                   | 25.9 (78.6)                   | 29 (84)                       |
| Tối thiểu trung bình ngày °C (°F)  | 15.1 (59.2)                   | 16.6 (61.9)                   | 19.2 (66.6)                   | 21.5 (70.7)                   | 21.2 (70.2)                   | 19.9 (67.8)                   | 19.5 (67.1)                   | 19.4 (66.9)                   | 19.3 (66.7)                   | 19.1 (66.4)                   | 17.2 (63.0)                   | 15.6 (60.1)                   | 18.6 (65.5)                   |
| Lượng mưa trung bình mm (inches)   | 2.7 (0.11)                    | 7.2 (0.28)                    | 4.4 (0.17)                    | 46.3 (1.82)                   | 119.6 (4.71)                  | 80.6 (3.17)                   | 110.2 (4.34)                  | 137 (5.4)                     | 194.8 (7.67)                  | 180.4 (7.10)                  | 64.5 (2.54)                   | 22.1 (0.87)                   | 969.8 (38.18)                 |
| Số ngày mưa trung bình             | 0.2                           | 0.5                           | 0.4                           | 3                             | 7                             | 6.4                           | 8.3                           | 10                            | 9.3                           | 9                             | 4                             | 1.7                           | 59.8                          |
| Số giờ nắng trung bình tháng       | 263.5                         | 248.6                         | 272.8                         | 258                           | 241.8                         | 138                           | 111.6                         | 114.7                         | 144                           | 173.6                         | 189                           | 210.8                         | 2.366,4                       |
| Nguồn 1: WMO                       |                               |                               |                               |                               |                               |                               |                               |                               |                               |                               |                               |                               |                               |
| Nguồn 2: HKO (sun only, 1971–1990) |                               |                               |                               |                               |                               |                               |                               |                               |                               |                               |                               |                               |                               |